# 鄒鵠
鄒鵠（1877年—1957年3月1日），行名統泮，字芹香，號霄羽，江西省廬陵縣文陂鄉塘南村人，光緒二十九年癸卯科鄉試舉人，由廩生中式光緒三十年甲辰恩科會試第230名貢士，未殿試。

## 生平[2][3]
- 光緒十五年（1890年），十三歲考取郡庠生。
- 光緒二十八年（1903年），他二十六歲，應學使科考，以超等第一名補廩膳生。
- 光緒二十九年（1904年），二十七歲考中舉人，甲辰恩科成進士。因丁艱末殿試，服闕，奉旨以知縣即用，簽分湖南，曾充任提學使司學務公所實業科科長之職。
- 民國後，擔任本縣教育養成所所長、高等小學校長兼省立第六中學教員。
- 民國九年（1920年），被畿輔大學聘為教授。
- 民國十四年（1925年），由堂侄鄒古愚推薦，被聘為河南省獲嘉縣縣誌總纂。
- 民國二十六年（1937年），六十歲，主纂《吉安縣誌》。
- 民國三十三年（1944年），任吉安縣中學教員。
- 民國三十四年（1945年），被聘為江西心遠中學高中教員，因身體欠佳，未出任。從此，便在梓里招生設館，以舌耕糊口。
- 中華人民共和國建國後，·他於1954年當選為吉安縣第一屆人民代表大會代表。
- 1957年，聘為江西省文史館館員。3月1日，應省文史館之約，纂寫文稿，積勞成疾，醫治無效，溘然長逝，終年八十一歲。